# KDZ – Zentrum für Verwaltungsforschung
Das KDZ – Zentrum für Verwaltungsforschung (KDZ) ist ein als Verein organisiertes Institut mit Sitz in Wien. Die Non-Profit-Organisation ist zu verschiedenen wirtschaftlichen Schwerpunkten der öffentlichen Aufgabenerfüllung tätig.

## Geschichte

### Gründung
Das KDZ wurde im Jahr 1969 auf Initiative des Österreichischen Städtebundes von der Stadt Wien und der Zentralsparkasse der Stadt Wien als Verein Kommunalwissenschaftliches Dokumentationszentrum als Non-Profit-Organisation gegründet. Es sollte nicht nur eine Dokumentation eingerichtet, sondern ein Verein geschaffen werden, der über öffentliche Aufgaben und ihre Finanzierung forscht und als „Vermittler“ zwischen Wissenschaft und Gemeindepraxis und anderen öffentlichen Körperschaften fungiert.

### Reorganisation des Vereins
Das KDZ wurde 1999 neu geformt. Zusätzlich wurde die KDZ – Managementberatungs- und WeiterbildungsGmbH gegründet, die sich im vollständigen Eigentum des Vereins befindet und mit Management- und Organisationsberatung, der Durchführung von Weiterbildungsveranstaltungen und mit der Herausgabe von Publikationen beschäftigt.
Die Forschungsgebiete sind Public Governance und Public Management, Finanzwirtschaft und Stadtwirtschaft.

### Bibliothek
Das KDZ verfügt aufgrund seiner Sammlungsschwerpunkte über eine fundierte kommunal- und verwaltungswissenschaftliche Dokumentation. Die Bibliothek, als Präsenzbibliothek konzipiert, versteht sich als Informations- und Dokumentationseinrichtung für die öffentliche Verwaltung in Österreich und steht allen Interessierten zur Benützung offen. Die Bibliothek hat derzeit (Stand: 2009) einen Bestand von rund 8.000 Büchern und 20.000 ausgewählten Zeitschriftenartikeln aus in- und ausländischen Fachzeitschriften zu folgenden inhaltlichen Schwerpunkten:
- Öffentliche Finanzen,
- Öffentliche Wirtschaft,
- Öffentliches Recht,
- Politik und Öffentliche Verwaltung,
- Betriebs- und Volkswirtschaft,
- Public Management und Public Governance,
- E-Government,
- Regional- und Stadtentwicklung,
- Sozialwissenschaftliche Themen wie Gesundheit, Bildung, Kultur, Freizeit und so weiter,
- Europäische Themen wie Regionalpolitik, Daseinsvorsorge, Finanzpolitik und Weitere.

Das KDZ wurde Anfang 2004 Mitglied des Österreichischen Bibliothekenverbundes. Nach dem Austritt aus dem Bibliothekenverbund wurde 2017 auf das Bibliothekssystem Koha umgestellt.

## Leitung
Bis Ende 2008 wirkte Helfried Bauer als Geschäftsführer des KDZ, seither ist Peter Biwald Geschäftsführer. Mit 1. Januar 2022 wurde Thomas Prorok neben Peter Biwald als Geschäftsführer eingesetzt.